# Acide thiobenzoïque
L'acide thiobenzoïque est un composé organosulfuré de formule chimique C6H5COSH. Il s'agit d'un S-thioacide. Sa base conjuguée est l'anion thiobenzoate C6H5COS−. Avec un pKa d'environ 2,5, il est près de cent fois plus acide que l'acide benzoïque.